# Basil Davidovich
Basil Davidovich, né le 28 janvier 1911 en Russie et mort le 28 mai 1978 en Californie. Cétait un artiste américain de layout pour l'animation ayant travaillé entre autres pour les studios Disney et Warner Bros. Animation. 

## Biographie
Davidovich a commencé son travail d'animation au milieu des années 1930, où il a travaillé à la fois chez Disney et Warner Bros. Animation. Rejoignant la grève de Disney en 1941 et un bref passage chez Screen Gems, il a quitté le studio pendant un certain temps et a continué chez Warner Bros. Là-bas, Davidovich a travaillé sous la direction de Bob Clampett, Chuck Jones et Arthur Davis, avec d'anciens animateurs de Disney : Don Williams, Bill Melendez et Emery Hawkins, où il a animé divers courts métrages Looney Tunes liés à des personnages, comme Bug Bunny, Daffy Duck et Porky Pig. Lorsqu'il est revenu chez Disney dans les années 1950, Davidovich a travaillé comme maquettiste pour la série d'anthologie de Disney avant de travailler sur plusieurs films, comme La Belle au bois dormant, L'épée dans la pierre, Le Livre de la jungle, Les Aristochats et Robin des Bois. Il est décédé le 28 mai 1978 à Santa Barbara et est interné au Forest Lawn Memorial Park à Los Angeles.

## Filmographie
- 1943 : Imagination
- 1943 : Way Down in the Corn
- 1944 : The Old Grey Hare
- 1945 : Draftee Daffy
- 1945 : A Gruesome Twosome
- 1945 : Hare Conditioned
- 1945 : Hare Tonic
- 1946 : Quentin Quail
- 1946 : Hush My Mouse
- 1946 : Hair-Raising Hare
- 1946 : The Eager Beaver
- 1946 : Fair and Worm-er
- 1946 : Mouse Menace
- 1946 : Roughly Squeaking
- 1947 : A Pest in the House
- 1947 : Doggone Cats
- 1947 : Mexican Joyride
- 1947 : Catch as Cats Can
- 1948 : What Makes Daffy Duck
- 1948 : Nothing But the Tooth
- 1948 : Bone Sweet Bone
- 1948 : The Rattled Rooster
- 1948 : Dough Ray Me-ow
- 1948 : The Pest That Came to Dinner
- 1948 : Odor of the Day
- 1948 : The Stupor Salesman
- 1948 : Riff Raffy Daffy
- 1948 : A Hick a Slick and a Chick
- 1948 : Two Gophers from Texas
- 1949 : Holiday for Drumsticks
- 1949 : Porky Chops
- 1949 : Bowery Bugs
- 1949 : Bye, Bye Bluebeard
- 1957 : The Story of Anyburg U.S.A.
- 1957 : The Truth About Mother Goose
- 1959 : La Belle au bois dormant
- 1959 : Donald au pays des Mathémagiques
- 1960 : Goliath II
- 1961 : Les 101 Dalmatiens
- 1961 : Dingo fait de la natation
- 1963 : Merlin l'Enchanteur
- 1966 : Winnie l'ourson et l'arbre à miel
- 1967 : Le Livre de la jungle
- 1968 : Winnie l'ourson dans le vent
- 1970 : Les Aristochats
- 1973 : Robin des Bois
- 1977 : Les Aventures de Winnie l'ourson